# Małyszewa
Małyszewa – osiedle typu miejskiego w Rosji, w obwodzie swierdłowskim. W 2010 roku liczyło 9544 mieszkańców.